# Łańcuch (teoria mnogości)
Łańcuchy – w teorii częściowych porządków i w teorii mnogości podzbiory porządku, na których relacja porządkująca jest spójna.

## Definicja
Przy określonym częściowym porządku {\displaystyle (P,\sqsubseteq )} zbiór {\displaystyle A\subseteq P} nazywamy łańcuchem wtedy i tylko wtedy, gdy
{\displaystyle {\big (}\forall x,y\in A{\big )}{\big (}x\sqsubseteq y\vee y\sqsubseteq x{\big )}.}
Innymi słowy zbiór {\displaystyle A} jest łańcuchem wtedy i tylko wtedy, gdy relacja {\displaystyle \sqsubseteq } porządkuje go liniowo, czyli jest ona relacją spójną w {\displaystyle A.}
Intuicyjnie, zbiór jest łańcuchem, gdy da się porównać każde dwa jego elementy.

## Przykłady i własności
- Zauważmy, że każdy zbiór jednoelementowy jest łańcuchem (i jednocześnie jest też antyłańcuchem).
- Rozważmy płaszczyznę {\displaystyle \mathbb {R} ^{2}} z porządkiem częściowym zdefiniowanym przez

{\displaystyle \langle x_{1},y_{1}\rangle \leqslant _{0}\langle x_{2},y_{2}\rangle } wtedy i tylko wtedy, gdy {\displaystyle x_{1}\leqslant x_{2}} i {\displaystyle y_{1}\leqslant y_{2}.}
(Powyżej, {\displaystyle \leqslant } jest standardową nierównością na prostej rzeczywistej {\displaystyle \mathbb {R} .}) Wówczas każda prosta pionowa i każda prosta o nieujemnym współczynniku kierunkowym jest łańcuchem w {\displaystyle (\mathbb {R} ^{2},\leqslant _{0}).} Także wykres dowolnej funkcji rosnącej jest łańcuchem w tym porządku.
- Rozważmy zbiór {\displaystyle {}^{\omega >}2} wszystkich skończonych ciągów zero-jedynkowych uporządkowany (częściowo) przez relację {\displaystyle \trianglelefteq } wydłużania ciągów. Dla ciągu nieskończonego {\displaystyle \eta :\omega \longrightarrow 2} połóżmy {\displaystyle A_{\eta }=\{\eta \upharpoonright n:n\in \omega \}.} Wówczas {\displaystyle A_{\eta }} jest łańcuchem w {\displaystyle (^{\omega >}2,\trianglelefteq ).} Ponadto każdy łańcuch w tym porządku częściowym jest zawarty w zbiorze {\displaystyle A_{\eta }} dla pewnego {\displaystyle \eta :\omega \longrightarrow 2.}
- Twierdzenie Dilwortha mówi, że częściowy porządek {\displaystyle (P,\sqsubseteq )} jest sumą {\displaystyle n} łańcuchów {\displaystyle (n\in \mathbb {N} )} wtedy i tylko wtedy, gdy {\displaystyle P} nie zawiera {\displaystyle n+1} elementowych antyłańcuchów (w sensie teorii posetów).

## Warunki łańcucha
W teorii porządków częściowych rozważa się czasami dwie własności porządków bezpośrednio związane z łańcuchami. Niech {\displaystyle (P,\sqsubseteq )} będzie zbiorem częściowo uporządkowanym.
- Powiemy, że {\displaystyle P} spełnia warunek rosnących łańcuchów lub ACC (od ang. ascending chain condition), jeśli każdy rosnący łańcuch {\displaystyle a_{0}\sqsubseteq a_{1}\sqsubseteq a_{2}\sqsubseteq \ldots } jest od pewnego miejsca stały.
- Podobnie mówimy, że {\displaystyle P} spełnia warunek malejących łańcuchów lub DCC (od ang. descending chain condition), jeśli każdy malejący łańcuch {\displaystyle a_{0}\sqsupseteq a_{1}\sqsupseteq a_{2}\sqsupseteq \ldots } jest od pewnego miejsca stały.

W teorii forsingu rozważa się własność określaną czasami jako warunek przeliczalnego łańcucha. Własność ta bezpośredniego związku z łańcuchami nie ma i lepszą nazwą dla niej jest warunek przeliczalnych antyłańcuchów (jako że ta własność postuluje że każdy antyłańcuch w rozważanym pojęciu forcingu jest przeliczalny). Użycie słowa łańcuch było prawdopodobnie spowodowane pewnym zamieszaniem w stosowanym nazewnictwie w początkowych latach rozwoju teorii. Innym możliwym wytłumaczeniem jest fakt, że jeśli {\displaystyle \mathbb {B} } jest zupełną algebrą Boole’a, to każdy antyłańcuch w {\displaystyle \mathbb {B} ^{+}} jest przeliczalny wtedy i tylko wtedy, gdy w algebrze {\displaystyle \mathbb {B} } nie istnieje nieprzeliczalny ściśle malejący ciąg {\displaystyle a_{0}>a_{1}>\ldots >a_{\alpha }>\ldots } {\displaystyle (\alpha <\omega _{1}).}

## Funkcje kardynalne
W porządkach skończonych wprowadza się długość porządku (czasami zwaną też wysokością porządku) jako ilość elementów w najdłuższym łańcuchu w tym porządku. Dwie funkcje kardynalne na algebrach Boole’a, głębokość {\displaystyle {\rm {depth}}} i długość {\displaystyle {\rm {length}}} są bezpośrednio związane ze strukturą łańcuchów w rozważanej algebrze. Niech {\displaystyle \mathbb {B} } będzie algebrą Boole’a. Określamy
{\displaystyle \mathrm {length} (\mathbb {B} )=\sup {\big \{}|A|:A\subseteq \mathbb {B} } jest łańcuchem {\displaystyle {\big \}}}
{\displaystyle \mathrm {depth} (\mathbb {B} )=\sup {\big \{}|A|:A\subseteq \mathbb {B} } jest dobrze uporządkowanym łańcuchem {\displaystyle {\big \}}.}